# Wu settentrionale comune
Lo Wu settentrionale comune o Wu nordico comune (Common Northern Wu, CNW) è una proto-lingua da cui discendono tutti i dialetti Taihu, ovvero i dialetti Wu contemporanei appartenenti al macro-gruppo geografico del nord, contrapposto a quello del sud. I dialetti Taihu prendono il nome da un grande lago presente nell'area, il Tai Hu (太湖).
Se la lingua si definisce in base al prefisso "proto-", spesso usato per indicare le proto-lingue, la proto-lingua che ha dato origine ai dialetti Taihu si chiamerebbe "proto-Wu settentrionale" o "proto-Wu nordico" (proto-Northern Wu, pNW).
L'area in cui sono parlati i dialetti Taihu (吳語太湖片) include Shanghai, il Jiangsu (Suzhou, Wuxi, Danyang, Changzhou, Wuxi, Jingjiang, Jiangyin) e parte dello Zhejiang (Shaoxing, Lin'an, Huzhou, Jiaxing, Ningbo, Zhoushan). La lingua di Hangzhou, in passato classificata come Taihu, è in realtà un dialetto mandarino molto conservativo.
Se tutte le lingue Wu si ricollegano a un antenato comune, il pNW e il suo analogo riguardo a tutti gli altri dialetti Wu discendono entrambi dal proto-Wu (pWu).

## Storia e contesto linguistico

### Il proto-Wu e le sue origini
L'area in cui si parlano i dialetti Wu venne popolata dai cinesi Han già durante il periodo Shang, durante il quale si parlava il cinese antico pre-imperiale. Questi ultimi incontrarono la popolazione indigena che abitava il posto, i Baiyue, che parlavano l'antico Yue, presumibilmente una lingua Kra-Dai. I due popoli vennero in contatto linguistico, come dimostra un substrato di termini Kra-Dai nei moderni dialetti Wu.
I cinesi Han, fondarono dunque lo Stato di Wu, che sopravvisse per alcuni secoli dopo la caduta della dinastia Zhou e l'inizio del periodo di guerre tra feudi cinesi, le Primavere e Autunni (770 a.C.). Lo Stato di Wu venne conquistato dallo Stato di Yue nel 473 a.C.; a sua volta, lo Stato di Wu-Yue venne conquistato dallo Stato di Chu nel 330 a.C. Nello Stato di Chu si parlava un'altra varietà di cinese antico diversa da quello dello Stato di Wu, per cui il contatto linguistico tra le due forme contribuì a formare il proto-Wu.
Successivamente, il periodo di guerra tra feudi terminò quando lo Stato di Qin unì tutti i territori ancora divisi sotto il proprio comando centrale e fondò il primo impero cinese, nel 221 a.C. L'effimera dinastia Qin venne sostituita dalla dinastia Han, che fu vittima di una breve usurpazione (dinastia Xin, 19-25). In questo periodo, si parlava il cinese antico imperiale. La dinastia Han, ripristinata a seguito dell'usurpazione ma indebolita dai numerosi intrighi di corte in primis, cadde soltanto nel 220; durante questo periodo, si parlava il cinese degli Han orientali. A questo periodo risale la prima attestazione di poesie provenienti dallo Stato di Wu (Wusheng Gequ 吴声歌曲) nello Yuefu Shiji 乐府诗集 di Guo Maoqing 郭茂倩 (1041-1099), vissuto durante il periodo Song. Questi canti Wu, datati in gran parte al periodo Han e Tang e in minima parte al periodo Qing, derivano dalla zona di Jianye 建业 prima che passasse ai dialetti del nord (forse il mandarino Jianghuai nella fase antica) a causa delle immigrazioni dal nord quando fu fondata l'antica contea di Qiaozhou (侨州郡县). Le poesie appartengono al genere Yuefu, sono di stile antiquato ed erano accompagnabili con strumenti; gli spartiti, che indicavano le note con i sinogrammi, sono andati perduti, ma i testi si sono conservati. Queste poesie indicano la seconda persona singolare "tu" con la sillaba 侬 nong2, un tratto in comune con i dialetti Min.

### Il proto-Wu settentrionale
Il proto-Wu, in un periodo sconosciuto ma sicuramente precedente alla caduta della dinastia Han (220), si era suddiviso in due macro-varietà: il proto-Wu settentrionale (pNW) e il proto-Wu meridionale (pSW). Da queste due proto-lingue, discendono rispettivamente tutti i dialetti Taihu (ovveri i dialetti Wu settentrionali/nordici) e i dialetti Wu meridionali.
Il periodo successivo alla dinastia Han vede la separazione della Cina in tre regni in lotta tra loro e un breve intermezzo di unificazione sotto al potere imperiale nel 280-316, che corrisponde alla dinastia Jin. Quest'ultima, di origine mongola, iniziò a vacillare quando nel 311 l'antica capitale Luoyang venne invasa e saccheggiata dagli Xiongnu, un popolo di barbari alleati con gli antagonisti dei Jin; questi ultimi arrivarono a catturare l'imperatore Jin e giustiziarlo. L'episodio è ricordato come "il disastro di Yongjia" (dove "Yongjia" identifica un periodo storico).
La prima macro-varietà Wu nota è l'antico Jiangdong, una parlata Wu che copre tutti i territori a sud (Zhejiang, Jiangsu ma anche Jiangxi, Fujian) di cui abbiamo alcune testimonianze da parte di scrittori; il primo aneddoto come datazione storica risale al 308 e descrive la parlata di antico Jiangdong di Jiankang, ovvero l'odierna Nanchino; questa parlata, classificata tra quelle del sud, ha avuto bisogno di tempo per differenziarsi e svilupparsi, per cui doveva già essere parlata durante l'ascesa in mezzo alle guerre dei tre regni della dinastia Jin, che infine ha riunificato la Cina per più di un trentennio. Non è chiaro se l'antico Jiangdong fosse parte di una parlata unificata o se fosse un dialetto a sé.
L'aneddoto è contenuto Shishuo Xinyu 世说新语 di Liu Yiqing (刘义庆, 403-444) che vede come protagonista proprio Wang Dao: in tale opera, viene citata per la seconda volta la "lingua Wu", termine tuttavia improprio perché si riferisce all'antico Jiangdong, si riporta che Wang Dao imparò l'antico Jiangdong e si narra che una persona venuta dal nord (Liu Changzhen 刘长真) non riuscì a capire l'accento di Wang Dao quando si parlarono, il che indica la specificità della lingua di Jiangdong rispetto alle parlate del nord. L'aneddoto è in parte databile: Sima Rui raggiunse Jiankang su consiglio di Wang Dao nel 307, mentre Wang Dao lo raggiunse e apparve in pubblico con Sima Rui nel marzo del 308. Il dialetto più prestigioso all'epoca era quello di Luoyang, una delle antiche capitali imperiali.
Nel commentario allo Shishuo Xinyu di Liu Xiaobiao 劉孝標 (462-521), viene citato come la parlata Jiangdong di Xie An (谢安, 320-385), citato nello Shishuo Xinyu, avesse delle caratteristiche peculiari intanto che intonava un canto composto da lui, l'Ode a Luosheng 洛生咏 che parlava di una piena: sporadicamente "aveva una malattia al naso, i suoni erano torbidi" (少有鼻疾，语音浊) e i discendenti per imitarlo "con la mano si turavano il naso e gemevano" (手掩鼻而吟焉). Questo stralcio dovrebbe indicare la sonorizzazione di alcuni suoni in passato sordi e la nasalizzazione di alcune vocali a seguito della caduta di una coda di sillaba nasale. Siccome il pWu riteneva tutte le code nasali a fine sillaba secondo la ricostruzione di Ballard (1969), questo fenomeno di apocope e nasalizzazione presente tuttora in alcuni dialetti Wu sarebbe attestato al periodo di Wang Dao e Xie An, dunque tra 308 e 385.
In alcune glosse a testi antichi scritte da Guo Pu (郭璞, 276-324) ci sono altre informazioni ancora sul Jiangdong insieme a un'altra varietà dialettale, il Jiangnan. Le glosse che parlano di queste varietà sono inserite nei commentari allo Erya, al Fangyan, ai Chu Ci, allo Shan Hai Jing e al Mu Tianzi Zhuan.
Nel 589, la Cina viene riunificata sotto l'impero per la terza volta grazie alla dinastia Sui. L'imperatore fece scavare il Grande Canale, che collega Tianjin, Pechino, Jiankang, Suzhou e Hangzhou. Il canale era progettato per essere navigabile e trasportava sia merci che persone.
Nell'area di Taihu storicamente era presente la pressione de cinese mandarino, cioè la varietà di pronuncia letteraria usata fin dalla dinastia Yuan, in cui si colloca il primo mandarino (Early Mandarin). La pressione del mandarino veniva anche dall'interno di tutte le aree dialettali Wu a causa dell'immigrazione enorme di cinesi Han a seguito del disastro di Yongjia e della caduta della dinastia Jin; questi cinesi emigravano nella valle del fiume Changjiang/Yangtze in quanto l'ambiente era pacifico e pieno di opportunità economiche.
ll primo dialetto Wu settentrionale attestato è il suzhounese, che divenne anche il dialetto Wu più prestigioso fino alla metà Ottocento. La prima opera in cui è attestato risale al periodo Song (907-1279) ed è "La storia di Xue Rengui che attraversa il mare e riappacifica Liao" 薛仁貴跨海征遼故事, di autore anonimo.
Dal pNW è separato anche lo shangainese, che divenne il più prestigioso a partire dalla metà Ottocento. In questo periodo, durante la tarda dinastia Qing, Shanghai conobbe il primo grande periodo di sviluppo economico in quanto città portuale e zona al sicuro dalle rivolte dei Taiping in quanto soggetta alla presenza degli stranieri. Proprio durante la rivolta dei Taiping, Shanghai fu soggetta a un massiccio influsso di immigrati dallo Zhejiang e Jiangsu per sfuggire dalla guerriglia e crisi economica. La prima opera non cinese che attesta e descrive lo shanghainese è "A Grammar of Colloquial Chinese: As Exhibited in the Shanghai Dialect" di Joseph Edkins del 1853 (2° edizione del 1868).
Infine, si è separato anche il dialetto Shaoxian, detto anche "yue", attestato la prima volta in "Registro dei punti essenziali della lingua di Yue" 越语肯綮录 Mao Qiling 毛奇龄, scritto presumibilmente dopo il 1687, l'anno in cui si è ritirato a vita privata.
Un altro esempio è l'Antico Jintan (Old Jintang), parlato nell'omonima contea nel Jiangsu, che Simmons già nel 1999 indicava come vecchio e in via di estinzione. La causa è da ricercare nel secondo assedio della città da parte dei ribelli Taiping nel 1869: mentre il primo tentativo del 1856 fallì, nel 1869 la città cadde in mano ai ribelli dopo 100 giorni di resistenza. La guerriglia e resistenza sterminarono gran parte della popolazione, che venne rimpiazzata poi da immigrati provenienti dal Jiangsu. Questa popolazione contribuì a formare la nuova fase del dialetto, il Neo-Jintan (New Jintan), mentre i pochi discendenti della popolazione superstite hanno continuato a parlare l'Antico Jintan. Prima del 1949, cioè prima dell'istituzione della Repubblica Popolare Cinese, i parlanti di Antico Jintan erano perlopiù esponenti della classe alta, mentre i parlanti di Neo-Jintan erano esponenti della classe povera e rurale.
Un altro dialetto è il Danyang.
L'area geografica in cui sono parlati confina con quella dei dialetti mandarini, che sono tutti quanti del nord della Cina e hanno caratteristiche molto diverse e meno conservative delle famiglie dialettali del sud (Wu, Min, Yue, Hakka). L'unico dialetto mandarino anomalo è il mandarino del Basso Yangtze (下江官话), detto anche mandarino Jianghuai (江淮官话), parlato proprio lungo il confine con i dialetti Wu settentrionali: il Jianghuai è classificato tra i dialetti mandarini, dunque del nord, ma è l'unico ad avere preservato *-p, *-t, *-k sotto forma di uno stacco glottale a fine sillaba ottenuto per lenizione e debuccalizzazione. La tendenza a conservare questi tre antichi stop senza rilascio di suono udibile è tipica dei dialetti del sud ed è assente in tutti i dialetti del nord tranne nel Jianghuai.
Il dialetto di Hangzhou (lo hangzhounese) è stato considerato come un dialetto Wu da Chao Yuanren per qualche decennio, finché Simmons (1999) non ha messo in dubbio questa classificazione e ha proposto che in realtà sia un dialetto mandarino; ha comunque dei tratti in comune con i dialetti Wu derivati da un substrato, ma la maggior parte dei tratti è in comune con i dialetti mandarini. Hangzhou, durante la caduta della dinastia Song, è stata oggetto di una forte immigrazione di cinesi del nord in fuga dalle guerre con i mongoli, i futuri fondatori della dinastia Yuan e del khanato mongolo. Questa città fu visitata da Marco Polo durante la dinastia Yuan; a Marco Polo era nota come "Cansay", "Città del Paradiso". La città rimase in mano ai mongoli fino al 1359 a seguito della rivolta dei turbanti rossi; nel 1368, la dinastia Yuan viene sconfitta e sostituita dalla dinastia Ming.

### Il proto-Wu meridionale
Dal proto-Wu meridionale (pSW) si sono separati i vari dialetti Wu meridionali, divergenti da quelli settentrionali.
Il primo dialetto Wu meridionale a sé attestato, che è anche il primo dialetto Wu attestato, è il wenzhounese. Anticamente era detto "yongjianese" perché era parlato a Yongjia (l'odierna Wenzhou) nel periodo Song. L'opera che lo attesta è il Liu Shu Gu 六書故 di Dan Tong 戴侗 (1200-1285), scritto entro la fine del periodo Song (dunque entro il 1279 circa); l'opera contiene anche caratteri locali e dunque pronunce colloquiali, venne nascosta dall'autore per non essere pubblicata e venne ritrovata dal nipote e fatta stampare postuma nel 1320.

## Fonti per la ricostruzione
La ricostruzione in particolare del proto-Wu settentrionale (pNW) si basa in primis su tutte le varietà dialettali Wu viventi e parlate; i dati si raccolgono con ricerche sul campo qualora siano assenti o insufficienti. Altri dati sono registrati in ricerche e vocabolari. La selezione di dialetti Taihu presuppone la conoscenza del gruppo Taihu per evitare confusione con il gruppo meridionali.
La presenza di attestazioni molto antiche (e.g., in una traduzione ottocentesca o in un'opera su pronunce dialettali e canti folk del periodo Ming e Qing) permette inoltre di ricavare ulteriori informazioni sulla pronuncia antica o sulla presenza di pronunce letterarie/non vernacolari, riconoscibili perché hanno caratteristiche fonetiche anomale rispetto al sistema fonetico del singolo dialetto.
Successivamente, la terza fonte opzionale è una ricostruzione del proto-Wu, in quanto il pNW è una varietà intermedia tra il proto-Wu e i dialetti Wu settentrionali. Tuttavia, le uniche due ricostruzioni che a oggi sono disponibili sono problematiche e nessuna delle due è stata ricavata da una comparazione tra pNW e pSW; inoltre, non esiste ancora una ricostruzione del pSW.
La quarta fonte oggi messa parzialmente in discussione per la ricostruzione del pNW (come anche del pSW, del pW e di ogni altra proto-forma dialettale) è il Qieyun, un rimario scritto da Lu Fayan nel 601 che illustrava una pronuncia standard per declamare correttamente le poesie in rima. Il Qieyun è stato ampliato nel Guangyun del 1008. Il Qieyun descrive il sistema fonetico del primo cinese medio (EMC), datato dal 420 al 907; siccome i dialetti Wu contemporanei hanno un sistema fonologico largamente in linea con quello del primo cinese medio, la ricostruzione di questi due rimari può essere usata nella ricostruzione.
Tuttavia, la lingua di questi rimari è una varietà letteraria artificiale e letteraria non usata dalla popolazione. Se si prendono i rimari come primissimo punto di riferimento per una ricostruzione del pNW, non si ricostruisce una pronuncia vernacolare e effettiva. Dunque, i rimari possono essere usati a margine e/o per ampliare le possibilità di ricostruzione, ma non devono essere la base assoluta da cui parte la ricostruzione di una proto-lingua vernacolare che ha portato alla nascita di dialetti. Questa filosofia di ricostruzione delle proto-lingue dialettali è stata seguita per esempio da Anne Yue, Karen Huang e Georg Orlandi, che hanno ricostruito il sistema consonantico e vocalico del proto-Yue senza usare i rimari e consultando dati raccolti sul campo uniti talvolta ai dati attestati nelle opere ottocentesche di studiosi e missionari come il dizionario di cantonese di Robert Morrison (1815); queste ricostruzioni moderne sono in contrasto con le ricostruzioni classiche del proto-Yue (McCoy e Tsuji), che invece affiancano i dati sui dialetti raccolti sul campo ai rimari del primo cinese medio e tendono a non usare i dati attestati nelle opere ottocentesche. Anche Deng e Weldon South Coblin ha ricostruito rispettivamente il proto-She e il proto-Hakka senza fare uso dei rimari. Infine, la datazione del pNW non è chiara, per cui una coincidenza con il periodo del primo cinese medio è parzialmente problematica; sicuramente, una parlata "Wu" a Jiangkang è registrata durante il declino della dinastia Jin, per cui sicuramente il pSW si era già separato dal pWu o si era già perfino separato in dialetti, di cui uno parlato a Jiankang. La parlata nel sud unificata o indicata come insieme di varietà accomunate dalla posizione geografica è detta "antico Jiangdong".
Ad ogni modo, l'intero sistema fonetico del Guangyun è stato ricostruito da Baxter (2011).

## Ricostruzioni
Il proto-Wu settentrionale (pNW) è stato ricostruito da Chao Yuan Ren nel suo studio sui dialetti Wu del 1928, "Xiandai Wuyu de yanjiu", ristampato poi nel 1956 e 2011. A questo studio, si aggiunge un sillabario, "Wuyin Danzi Biao", messo in appendice alla ristampa del 1956. La ricostruzione si basa solo sulla comparazione di consonanti e vocali tra dialetti.
Richard VanNess Simmons nel 1999 in "Chinese Dialectal Classification", una trattazione incentrata sui dialetti Wu settentrionali con un capitolo a sé sull'hangzhounese. Simmons, nel ricostruire il pNW, non fa uso del Qieyun e del Guangyun; è uno dei primi studiosi a non usare un rimario nel ricostruire una proto-lingua vernacolare sinitica. La ricostruzione è basata in gran parte sulle considerazioni di Chao Yuan Ren nel suo studio sui dialetti Wu del 1928; la sua ricostruzione è stata modificata da Simmons in quanto datata e migliorabile in dei punti.
Da una ricostruzione del pNW e del pSW (di cui ancora non esiste una ricostruzione), si può ricostruire il proto-Wu seguendo un modello di ricostruzione a due passi intermedi.
La prima ricostruzione sistematica è sempre stata offerta da Chao Yuan Ren nel 1928, ma la sua ricostruzione è datata.
La seconda ricostruzione sistematica del proto-Wu è stata effettuata da William Lewis Ballard nel 1969 nella sua tesi di dottorato, "Phonological History of Wu". La sua ricostruzione è anch'essa datata e non fa uso della proto-forma delle due grandi varietà Wu. Inoltre, si basa su soli 13 dialetti perlopiù del nord (Weldon South Coblin, per ricostruire il proto-Hakka, ne ha usati 27 rappresentativi), non fa riferimento al substrato Kra-Dai nei dialetti Wu siccome queste ricerche sono state effettuate almeno 30 anni dopo e non fa riferimento ai dialetti Wu nella loro varietà storica, attestata per esempio nelle grammatiche, vocabolari e traduzioni da parte di studiosi occidentali e missionari; l'opera non fa nemmeno riferimento alle informazioni attestate nelle opere non cinesi che parlano di varietà dialettali e canzoni folk.

## Ricostruzione di Simmons (1999)
Simmons, in omaggio al lavoro di Chao Yuan Ren del 1928, usa la romanizzazione Guoyew invece del pinyin per trascrivere i suoni in cinese moderno standard. Nella sua trascrizione, indica le consonanti aspirate con un apostrofo; in altri casi, fa un largo uso dell'IPA anche se non sistematico.

### Consonanti
| pNW        |
| ---------- |
| *Ø-        |
| *pɦ-       |
| *p-        |
| *p'-       |
| *tɦ-       |
| *t-        |
| *t'-       |
| *kɦ-       |
| *k-        |
| *k'-       |
| *l-        |
| *m-        |
| *n-        |
| *ng-       |
| (*fɦ-)     |
| *f-        |
| *v-        |
| *t͡ɕ-       |
| *t͡ɕ'-      |
| *dj- (*d͡ʑ) |
| *t͡s-       |
| *t͡s'-      |
| (*sɦ-)     |
| *s-        |
| (*ɕɦ-)     |
| *ɕ-        |
| *ɦ-        |
| *h-        |

La sillaba *el /ər/, ricostruita in proto-Wu da Chao e ereditata dal pNW, non è presa in considerazione da Simmons siccome rappresenta un prestito mandarino.

### Finali di sillaba
Il pNW ha tre possibili suoni in coda di sillaba:
| pNW |
| --- |
| -n  |
| -ng |
| -q  |

La *-m, presente anche in proto-Hakka, proto-Yue e proto-Min, già in pWu ha subito una convergenza in *-n per dissimilazione; per esempio, lo stesso Ballard non ricostruisce *-m nel proto-Wu.
La -q indica uno stacco glottale a fine sillaba che deriva dalla lenizione e debuccalizzazione degli stop senza rilascio udibile di suono in coda di sillaba. Questi tre stop nel cinese antico erano *-p, *-t, *-k. Ballard ha ricostruito due stop superstiti in proto-Wu, *-t e *-k. La -q si usa anche nelle romanizzazioni classiche per indicare lo stop nei dialetti contemporanei (e.g., lo shanghainese, che però è un dialetto Wu meridionale). Le sillabe che finiscono in q- hanno tutte quante il tono entrante, cioè un'intonazione sfuggita delle vocali.

### Sistema vocalico e sonanti
Le vocali, con una parziale corrispondenza in IPA già indicata da Chao Yuan Ren, sono:
| pNW | IPA           |
| --- | ------------- |
| *a  |               |
| *ā  |               |
| *á  | */ɑ/ (*/A/)   |
| *e  |               |
| *é  | */ɛ/          |
| *ē  |               |
| *i  |               |
| *ÿ  | */ɨ̯/ retrofl. |
| *iu | */y/          |
| *o  |               |
| *ō  |               |
| *u  |               |
| *ū  |               |

Le tre semivocali sono *u-, *i-, *iu-, con cui si formano dittonghi aperti. Delle due, solo *-u può formare un dittongo chiuso da semivocale. Le semivocali nella ricostruzione del proto-Wu di Ballard sono 3 (*i-, *u-, *y- con possibilità di apparire anche in chiusura di sillaba), mentre il pNW ricostruito posteriormente ne mostra solo due semivocali.
I dittonghi sono *ia, *io, *ie, *iē, *ua, *uo, *ué, *iui, *iue, *ou. I trittonghi sono *iau, *iou.
In pNW ci sono poi tre sonanti, cioè consonanti con valore vocalico e che possono anche avere una modulazione tonale: *m, *n, *ng, *y (ovvero una /z/ sonante).

### Toni
Il sistema tonale del pNW si basa su 4 toni suddivisi a loro volta in due registri, un registro yin (acuto) e un registro yang (grave, caldo e maschile). Pertanto, il totale è di 8 toni.
Le 4 modulazioni di base sono: tono piatto, tono crescente, tono discendente e tono entrante; quest'ultimo indica un'intonazione di base breve e sfuggita a causa della presenza di uno stop senza rilascio di suono udibile *-p, *-t, *-k. Ognuna di queste modulazioni è poi suddivisa nei 2 registri.
Il sistema del primo cinese medio non mostra alcuno split tonale tra 2 registri, per cui indica solo 4 toni. Sia il proto-Yue che il proto-Hakka-She (e dunque il proto-Hakka) hanno subito lo split tonale; presumibilmente anche il proto-Wu ha subito uno split tonale se i due registri in pNW sono ereditati direttamente dalla proto-lingua da cui discende.
La ricostruzione di 8 toni è in parziale corrispondenza con la ricostruzione del proto-Wu di Ballard, siccome quest'ultimo ricostruisce 4 modulazioni tonali con due possibili modalità di modulazione per allotonia; tuttavia, non parla apertamente di uno split tonale. Se lo split tonale è stato ereditato dal proto-Wu, allora i toni del proto-Wu erano 8 e non 4.
Un tratto distintivo dei dialetti mandarini e dunque del nord, in contrasto con quelli del sud, è la perdita totale degli stop a fine sillaba e dunque della categoria del tono entrante, tranne nel dialetto di Hangzhou.